# Wereldkampioenschappen schaatsen afstanden 2015 - 5000 meter mannen
De 5000 meter mannen op de wereldkampioenschappen schaatsen afstanden 2015 werd gereden op zaterdag 14 februari 2015 in het ijsstadion Thialf in Heerenveen, Nederland.
Sven Kramer was de regerend Olympisch en wereldkampioen, won de afstand op de EK allround en twee van de vier wereldbekerwedstrijden. Jorrit Bergsma won de andere twee wereldbekerwedstrijden. Zoals verwacht ging de strijd inderdaad tussen deze twee mannen, waarbij Kramer in een baanrecord en laaglandwereldrecord de gouden medaille pakte voor twee landgenoten.

## Plaatsing
De regels van de ISU schrijven voor dat er maximaal twintig schaatsers zich plaatsen voor het WK op deze afstand. Geplaatst zijn de beste twaalf schaatsers van het wereldbekerklassement na vier manches, aangevuld met de acht tijdsnelsten van de drie races in die eerste vier manches van de wereldbeker. Achter deze twintig namen werd op tijdsbasis nog een reservelijst van zes namen gemaakt. Aangezien het aantal deelnemers per land beperkt is tot een maximum van drie, telt de vierde (en vijfde etc.) schaatser per land niet mee voor het verloop van de ranglijst. Het is aan de nationale bonden te beslissen welke van hun schaatsers, mits op de lijst, naar het WK afstanden worden afgevaardigd.

## Statistieken

### Uitslag
| #      | Naam                  | Land | Tijd       |
| ------ | --------------------- | ---- | ---------- |
| Goud   | Sven Kramer           | NED  | 6.09,65 BR |
| Zilver | Jorrit Bergsma        | NED  | 6.11,53    |
| Brons  | Douwe de Vries        | NED  | 6.18,24    |
| 4      | Denis Joeskov         | RUS  | 6.19,74    |
| 5      | Alexis Contin         | FRA  | 6.19,99    |
| 6      | Ted-Jan Bloemen       | CAN  | 6.21,16    |
| 7      | Patrick Beckert       | GER  | 6.21,63    |
| 8      | Lee Seung-hoon        | KOR  | 6.23,02    |
| 9      | Bart Swings           | BEL  | 6.23,77    |
| 10     | Aleksandr Roemjantsev | RUS  | 6.24,41    |
| 11     | Sverre Lunde Pedersen | NOR  | 6.24,76    |
| 12     | Peter Michael         | NZL  | 6.26,94    |
| 13     | Håvard Bøkko          | NOR  | 6.27,00    |
| 14     | Andrea Giovannini     | ITA  | 6.29,73    |
| 15     | Alexej Baumgärtner    | GER  | 6.32,90    |
| 16     | Danil Sinitsyn        | RUS  | 6.33,45    |
| 17     | Shane Williamson      | JPN  | 6.34,33    |
| 18     | Viktor-Hald Thorup    | DEN  | 6.34,77    |
| 19     | Jonas Pflug           | GER  | 6.35,19    |
| 20     | Simen Spieler Nilsen  | NOR  | 6.36,89    |

### Loting
| Rit | Binnenbaan            | Buitenbaan            |
| --- | --------------------- | --------------------- |
| 1   | Denis Joeskov         | Simen Spieler Nilsen  |
| 2   | Alexej Baumgärtner    | Viktor-Hald Thorup    |
| 3   | Shane Williamson      | Peter Michael         |
| 4   | Jonas Pflug           | Danil Sinitsyn        |
| 5   | Ted-Jan Bloemen       | Alexis Contin         |
| 6   | Andrea Giovannini     | Håvard Bøkko          |
| 7   | Jorrit Bergsma        | Patrick Beckert       |
| 8   | Douwe de Vries        | Lee Seung-hoon        |
| 9   | Bart Swings           | Sven Kramer           |
| 10  | Sverre Lunde Pedersen | Aleksandr Roemjantsev |

1996 · 
1997 · 
1998 · 
1999 · 
2000 · 
2001 · 
2003 · 
2004 · 
2005 · 
2007 · 
2008 · 
2009 · 
2011 · 
2012 · 
2013 · 
2015 · 
2016 · 
2017 · 
2019 ·
2020 ·
2021 ·
2023 ·
2024 ·
2025